# Бєляков Борис Серапіонович
Борис Серапіонович Бєляков (нар. 12 червня 1935, Горький, РРФСР — пом. 29 квітня 2010, Москва, Росія) — радянський російський футболіст, виступав на позиції захисника та півзахисника, по завершенні кар'єри — футбольний тренер. Майстер спорту СРСР.

## Життєпис
Народився 12 червня 1935 року в Горькому. Вихованець павловского футболу. На дорослому рівні дебютував у складі місцевого «Торпедо». Виступав також за торпедовскую команду Горького. У 1960 році опинився в московському «Локомотиві», за який зіграв понад 150 матчів, більшість — на рівні Вищої ліги. У 1965 році був капітаном команди. Завершував кар'єру футболіста в Харкові.
Був тренером молодіжної команди ЦСО «Локомотив», футбольних колективів Калуги, Волзького, Рибінська.
Помер 29 квітня 2010 року, не доживши до свого 75-річного ювілею менше двох місяців.